# Frank Swift
Frank Swift (Blackpool, 26 dicembre 1913 – Monaco di Baviera, 6 febbraio 1958) è stato un giornalista e calciatore inglese, di ruolo portiere.

## Carriera
Giocò per quasi tutta la carriera nel Manchester City, con cui vinse nel 1934 una FA Cup.
Divenne poi giornalista per il News of the World. Morì nel disastro aereo di Monaco di Baviera, viaggiando sullo stesso aereo del Manchester United, di cui doveva seguire un incontro in Serbia.

## Palmarès

### Club

#### Competizioni nazionali
- Campionato inglese: 1

Manchester City: 1936-1937
- Coppa d'Inghilterra: 1

Manchester City: 1933-1934
- Community Shield: 1

Manchester City: 1937
- Campionato inglese di seconda divisione: 1

Manchester City: 1946-1947